# 夏・体験物語
『夏・体験物語』（なつ・たいけんものがたり） は、1985年及び1986年に、TBS系で放送されたテレビドラマである。

## 概要
全寮制の女子高生4人組が、夏休みに出かけた旅先で繰り広げる、恋のさや当てと初体験願望をコミカルに描いた作品。性や思春期をテーマとした『毎度おさわがせします』と同路線を狙っての製作であったが、同作品に出演後、一躍スターダムにのし上がった中山美穂が再び主人公を演じるため、アイドルとしてのイメージや役柄の固定化への考慮、そして作品の差別化を図るため、過激な性描写は控えたソフトなタッチの内容になっている。
放送開始前には、本作のタイトルを「初体験物語」としていた媒体もあったが、結局、本放送を控えて「夏・体験物語」に落ち着いたかたちとなった。
放送開始が8月下旬からという異レギュラー枠ということもあり「毎度おさわがせします」の二番煎じ的な構成でのパイロット版として短期間放送枠で制作された。しかし第2話以降、視聴率は下降の一途を辿ったため構成、内容、出演者の再選出となり制作の木下プロダクションが約1年の期間をおき翌1986年に出演者のほとんどを新人アイドルに入れ替え、パート2（第2シリーズ）が制作された。
番組キャラクターにカモノハシを採用。テーマ曲およびストーリー内でときおり使用されていた。
『毎度おさわがせします』とは違い、出演者の演技内容を問題視されておらず、比較的早い時期から再放送及びDVDソフト化をされている。
パート1で俳優としてデビューした佐藤健太は、同世代の仲間たちと全力投球した学校の延長のような撮影現場であり、短いながらも充実した期間であったと述懐している。

## パート1・2 共通出演者
- 金井玉二郎（かない たまじろう） - 吉幾三
  - 多摩南学園の社会科教師（パート1は由起たちの担任、パート2は由樹たちの担任）、普段はスケベでいい加減な教師だが、自分の教え子には熱く身を挺して指導する。
- 古沢小町（ふるさわ こまち） - 塩沢とき（パート1の第3、4、5、6話のみ久保菜穂子）[3]
  - 多摩南学園の寮長、寮では生徒達に性教育や恋愛話もする。
- 網浜直子 ※役柄は異なっている。
- 清水宏次朗 ※パート1、2ともに大学生役で出演。
- 田中こずえ ※パート1では生徒役で、パート2では教師役で出演。
- 極悪同盟（本人役）
  - ダンプ松本
  - ブル中野

## パート1
1985年8月20日から9月25日までTBS系で放送された。全6話。中山美穂主演。
登場人物
- 杉本 由起（すぎもと ゆき）- 中山美穂
- 長浜 恵子（ながはま けいこ） - ミホ（少女隊）
- 島 美津子（しま みつこ） - レイコ（少女隊）
- 村木 すみれ（むらき すみれ） - 網浜直子
- 森山 杏子（もりやま きょうこ） - 石田えり（教諭）
- 矢野 英雄 - 新井康弘（教諭）
- 香山 陽子 - 菊池恵子（教諭）
- 中田 清（なかた きよし） - 大竹まこと（ハンバーガーショップの店長）
- 柳 利香 - 水島裕子
- 沢村 勇（さわむら いさむ） - 黒田アーサー
- 阿川 有造 - 土家歩
- 坂崎 直行 - 清水宏次朗
- 川原 研（かわはら けん） - 長島直人
- 波多野 良平（はたの りょうへい） - 大井淳一
- 岡 昭一（おか しょういち） - 佐藤健太
- 今村則子 - 田中こずえ
- 山本アンナ - キャティ美智子
- 藤井早苗 - 樹本由布子
- 杏子の見合い相手 - 高田純次（最終回のみ）
- 杏子の父 - 土屋嘉男（第4回のみ）

スタッフ
- 脚本 - 畑嶺明
- 音楽 - 城之内ミサ
- 主題歌 - 中山美穂「『C』」
- 挿入歌 - 少女隊「Bye-Byeガール」
- プロデューサー - 阿部祐三
- 演出 - 楠田泰之
- 協力 - 東通、緑山スタジオ・シティ
- 製作 - TBS、木下プロダクション

サブタイトル
| 各話   | 放送日        | サブタイトル          | 視聴率 |
| ------ | ------------- | --------------------- | ------ |
| 第1話  | 1985年8月20日 | ロストバージン16歳    | 20.1%  |
| 第2話  | 1985年8月27日 | 避妊言えますか!?      | xx.x%  |
| 第3話  | 1985年9月4日  | 愛とSEX不思議相関     | xx.x%  |
| 第4話  | 1985年9月11日 | "C"のあと…            | xx.x%  |
| 第5話  | 1985年9月18日 | 卒業ボーイズ&ガールズ | xx.x%  |
| 最終話 | 1985年9月25日 | こころの初体験        | xx.x%  |

## パート2
1986年7月29日から10月14日までTBS系で放送された。全11話。藤井一子主演。
登場人物
高等部 1年1組
- 加納 由樹（かのう ゆき） - 藤井一子
- 黒木 泉（くろき いずみ） - 志村香
- 南 祥子（みなみ しょうこ） - 芹沢直美
- 中西 ルミ（なかにし るみ） - 山口かおり
- 庄野 浩（しょうの ひろし）- 山本陽一
- 木戸 直也- （きど なおや） - 土田一徳
- 野々木 進（ののき すすむ）- 古川聡
- 津村 良介（つむら りょうすけ）- 日高誠

高等部 1年2組
- 秋山 弓子（あきやま ゆみこ） - MIE（現：未唯）
  - 担任、英語教諭

- 矢代 美也子（やしろ みやこ） - 佐藤恵美
- 山内 正代（やまうち まさよ） - 勇直子
- 谷 こずえ（たに こずえ） - 網浜直子

中等部
- 徳丸 一平（とくまる いっぺい） - 山口良一
  - 国語教諭（鈴子と清美の担任）

- 桑原 鈴子（くわはら すずこ） - 堀川美貴
- 小川 清美（おがわ きよみ） - 吉村奈見子

多摩南学園の職員
- 小沼教頭 - 平泉成
- 教務主任 - 長塚京三（最終回のみ）
- 立花教諭 - 田中こずえ

沖縄で知り合った大学生たち
- 赤塚 - 青山裕司
- 宇部ゆうじ - 三好圭一
- 三村 - 戸田研一郎
- 串田伸之 - 清水宏次朗

その他
- JBエンジェルス（本人役）
  - 立野記代
  - 山崎五紀

- 畑中（弓子の大学時代の先輩）- 渡辺裕之（第9回のみ）
- 由樹らのバイト先のバーガーショップのマスター（根本強）- 信実一徳
- 浩らのバイト先のスポーツ用品店のチーフ（小柳夏枝）- 岡本広美

スタッフ
- 脚本 - 畑嶺明
- 音楽 - 城之内ミサ
- 主題歌 - 藤井一子「チェック・ポイント」
- プロデューサー - 阿部祐三 、浜井誠（TBS）
- 演出 - 楠田泰之、赤羽博、志村彰
- 協力 - 東通、緑山スタジオ・シティ
- 製作 - TBS、木下プロダクション

挿入歌
- 網浜直子「ホット・サマーナイト」
- BEE PUBLIC「お前にハート・ビート」
- BEE PUBLIC「夏・♂♀漂流記」
- 志村香「知りたがり」
- 佐藤恵美「キャンバスの恋人」
- JBエンジェルス「青春のエンブレム」

サブタイトル
| 各話   | 放送日         | サブタイトル       | 視聴率 |
| ------ | -------------- | ------------------ | ------ |
| 第1話  | 1986年7月29日  | ざLOSTバージン     | xx.x%  |
| 第2話  | 1986年8月5日   | アブナイ16才       | xx.x%  |
| 第3話  | 1986年8月12日  | チェック・ポイント | xx.x%  |
| 第4話  | 1986年8月19日  | マイSOSラブ        | xx.x%  |
| 第5話  | 1986年8月26日  | 知りたがり         | xx.x%  |
| 第6話  | 1986年9月2日   | キャンバスの恋人   | xx.x%  |
| 第7話  | 1986年9月9日   | ホットサマーナイト | xx.x%  |
| 第8話  | 1986年9月16日  | 胸キュンKISS       | xx.x%  |
| 第9話  | 1986年9月23日  | お前にハートビート | xx.x%  |
| 第10話 | 1986年10月7日  | 純愛白書           | xx.x%  |
| 最終話 | 1986年10月14日 | 涙の初体験         | xx.x%  |

## 関連文献
- 畑嶺明『夏・体験物語』日音、1985年9月1日。